# Partia Wielkiej Rumunii
Partia Wielkiej Rumunii (rum. Partidul România Mare lub PRM) – nacjonalistyczna rumuńska partia polityczna. W wyborach parlamentarnych w 2000 roku zajęła drugie miejsce z poparciem 19,48% (84 mandatów) w Izbie Deputowanych i 21,01% (37 mandatów) w Senacie. W wyborach parlamentarnych w 2004 roku zajęła trzecie miejsce po Unii Narodowej (Partia Socjaldemokratyczna i Partia Konserwatywna) i Sojuszu Prawdy i Sprawiedliwości (Narodowej Partii Liberalnej i Partii Demokratycznej) zdobywając 12,93% (48 mandatów) w Izbie Deputowanych i 13.63% (21 mandatów) w Senacie. 
W wyborach prezydenckich w 2004 roku z ramienia PRM startował jej lider Corneliu Vadim Tudor. Zdobył 12,57% zajmując trzecie miejsce. Ponowił start w wyborach prezydenckich w 2009 roku zajmując czwarte miejsce i uzyskując 5,56% poparcia.
W wyborach w 2008 partia uzyskała 3,15% głosów a w wyborach w 2012 głosowało na nią 1,47% wyborców.
W wyborach do PE w 2007 roku zdobyła 5 mandatów, w kolejnych wyborach w 2009 wprowadziła do PE trzech kandydatów.

## Przewodniczący partii
Corneliu Vadim Tudor (1991–2015)

Emil Străinu (2015–2016)

Victor Iovici (2017–nadal)